# 105-мм танковая пушка T5E1
105-мм танковая пушка T5E1 — американская нарезная танковая пушка, разработанная во времена Второй мировой войны. Была основным вооружением для танков: T29, T28 и M6A2E1.

## История создания

### M6A2E1
Проект разработки танковой пушки калибра 105 мм был впервые начат во время Второй мировой войны. После вторжения в Европу Департамент вооружений полагал, что для прорыва укрепленных районов потребуется тяжелобронированные танки, с мощным вооружением. Они предложили, чтобы существующие опытные образцы M6A2E1 усилили броней и установили на них новую 105-мм пушку T5E1. Модифицированные Т1Е1 с пушкой T5E1 и новыми башнями получили обозначение M6A2E1. Проект M6A2E1 не был продолжен, когда Эйзенхауэр отказался от его использования в Европе 18 августа 1944 года, но два M6A2E1 — без усиленной брони — были использованы для испытаний пушки T5E1 для будущего тяжелого танка T29.

### T29
Пушка устанавливалась в большой литой башне с толстой маской. С принятием OCM 28848 программа изменилась на послевоенную разработку, состоящую всего из восьми танков. T29E1 и T29E3 оснащались T5E1 во время тестирования, а T29 и T29E2 оснащались пушкой T5E2. Это произошло из-за того, что в башне осталось меньше места после добавления гидравлического механизма поворота и подъема, разработанного Массачусетским технологическим институтом, который был протестирован на этих моделях танка.

### T28
T28 также оснащался T5E1 (позже танк переименован в 105 mm Gun Motor Carriage T95). T5E1 в T28 устанавливалась в корпусе танка с возможностью поворота до 10 градусов слева и справа от центра, 15 градусов по углу возвышения и 5 градусов по наклону. Было построено два Т28, и оба были вооружены пушками Т5Е1. Проект T28 был отменен в конце 1947 года.
После отмены проектов T28 и T29 в конце 1940-х, работы над 105-мм пушками T5E1 и T5E2 были остановлены еще до того, как пушка завершила полные испытания.

### Chrysler K
В 1946 году компанией Chrysler Motor Corporation был представлен проект тяжёлого танка Chrysler K вооружённого 105-мм пушкой T5E1. Орудие должно было устанавливаться в башню полусферической формы. Чтобы компенсировать длину пушки, башня была расположена в задней части танка. Боекомплект должен был составить 105 снарядов. Проект Chrysler K был закрыт в пользу танков с более традиционной компоновкой. 

## Боеприпасы
T5E1 использовало боеприпасы, разделенные на две части, как у 155-мм орудии T7, используемом на T30. Снаряд имел высокую начальную скорость — 945 м/с, сравнимую со 120-мм пушкой T53 на тяжелом танке T34, у снаряда которой также была начальная скорость 945 м/с. Пушка имела значительно лучшие характеристики бронепробиваемости, чем 155-мм T7, у снаряда которой была начальная скорость всего 701 м/с.
Для T5E1 было доступно множество снарядов, включая бронебойный снаряд с баллистическим наконечником T32, бронебойно-композитный T29E3 и осколочно-фугасный T30E1. На 914 м (1000 ярдов) выстрел AP-T T32 мог пробить 177 мм (7 дюймов) катаной гомогенной брони (RHA) под углом 30 градусов и 84 мм (3,3 дюйма) RHA под углом 60 градусов.

## Модификации
- T5E1 — базовый вариант, с тремя цилиндрами отдачи на верхней части люльки.
- T5E2 — модификация, с двумя цилиндрами отдачи наверху люльки и одним внизу.